# George Saling
George Saling (Memphis (Missouri), 24 juli 1909 - St. Charles (Missouri), 15 april 1933), was een Amerikaans atleet.

## Biografie
Saling liep in 1932 een tijd van 14,1 seconde dit was drie tiende seconde sneller dan het wereldrecord. Deze tijd werd niet als wereldrecord erkend.
Saling evenaarde in de halve finale van de Olympische Zomerspelen 1932 het wereldrecord van 14,4 seconde dit was tevens een olympisch record. Saling overleed in 1933 tijdens een auto-ongeluk.

## Persoonlijke records
| Onderdeel   | Prestatie | Jaar |
| ----------- | --------- | ---- |
| 110m horden | 14,1s     | 1932 |

## Palmares

### 110m horden
- 1932:  OS - 14,6 s

1896: Tom Curtis ·
1900: Alvin Kraenzlein ·
1904: Frederick Schule ·
1908: Forrest Smithson ·
1912: Fred Kelly ·
1920: Earl Thomson ·
1924: Daniel Kinsey ·
1928: Sydney Atkinson ·
1932: George Saling ·
1936: Forrest Towns ·
1948: William Porter ·
1952: Harrison Dillard ·
1956: Lee Calhoun ·
1960: Lee Calhoun ·
1964: Hayes Jones ·
1968: Willie Davenport ·
1972: Rod Milburn ·
1976: Guy Drut ·
1980: Thomas Munkelt ·
1984: Roger Kingdom ·
1988: Roger Kingdom ·
1992: Mark McKoy ·
1996: Allen Johnson ·
2000: Anier García ·
2004: Liu Xiang ·
2008: Dayron Robles ·
2012: Aries Merritt ·
2016: Omar McLeod ·
2020: Hansle Parchment ·
2024: Grant Holloway